# Toninho (1948–1999)
Toninho, właśc. Antônio Dias dos Santos (ur. 7 czerwca 1948 w Vera Cruz, zm. 8 grudnia 1999 w Salvadorze) – brazylijski piłkarz grający na pozycji prawego obrońcy.
Pierwszym jego klubem w karierze było São Cristóvão, w którym zadebiutował w 1968 roku. Następnie grał w takich klubach jak: Galícia Salvador, Fluminense Rio de Janeiro, CR Flamengo, saudyjski Al-Ahli oraz rodzimy Bangu AC, w barwach którego zakończył karierę w 1982 roku. W swojej karierze zwyciężył w Campeonato Carioca (1971, 1973, 1975, 1978, 1979) i w Campeonato Brasileiro Série A w 1980.
W reprezentacji Brazylii Toninho zadebiutował 28 kwietnia 1976 roku w wygranym 2:0 meczu z Urugwajem. W kadrze narodowej od 1976 do 1979 roku rozegrał 17 spotkań. Był w kadrze Brazylii na mistrzostwa świata w Argentynie, z którą wywalczył III miejsce i zdobył srebrny medal.